# Bendis brevimarginata
Bendis brevimarginata là một loài bướm đêm trong họ Noctuidae.